# 京城商業銀行
京城商業銀行，簡稱京城銀行，臺灣的商業銀行之一，前身為臺南區中小企業銀行。與高雄銀行為臺灣唯二總行設於南臺灣之銀行。

## 簡述

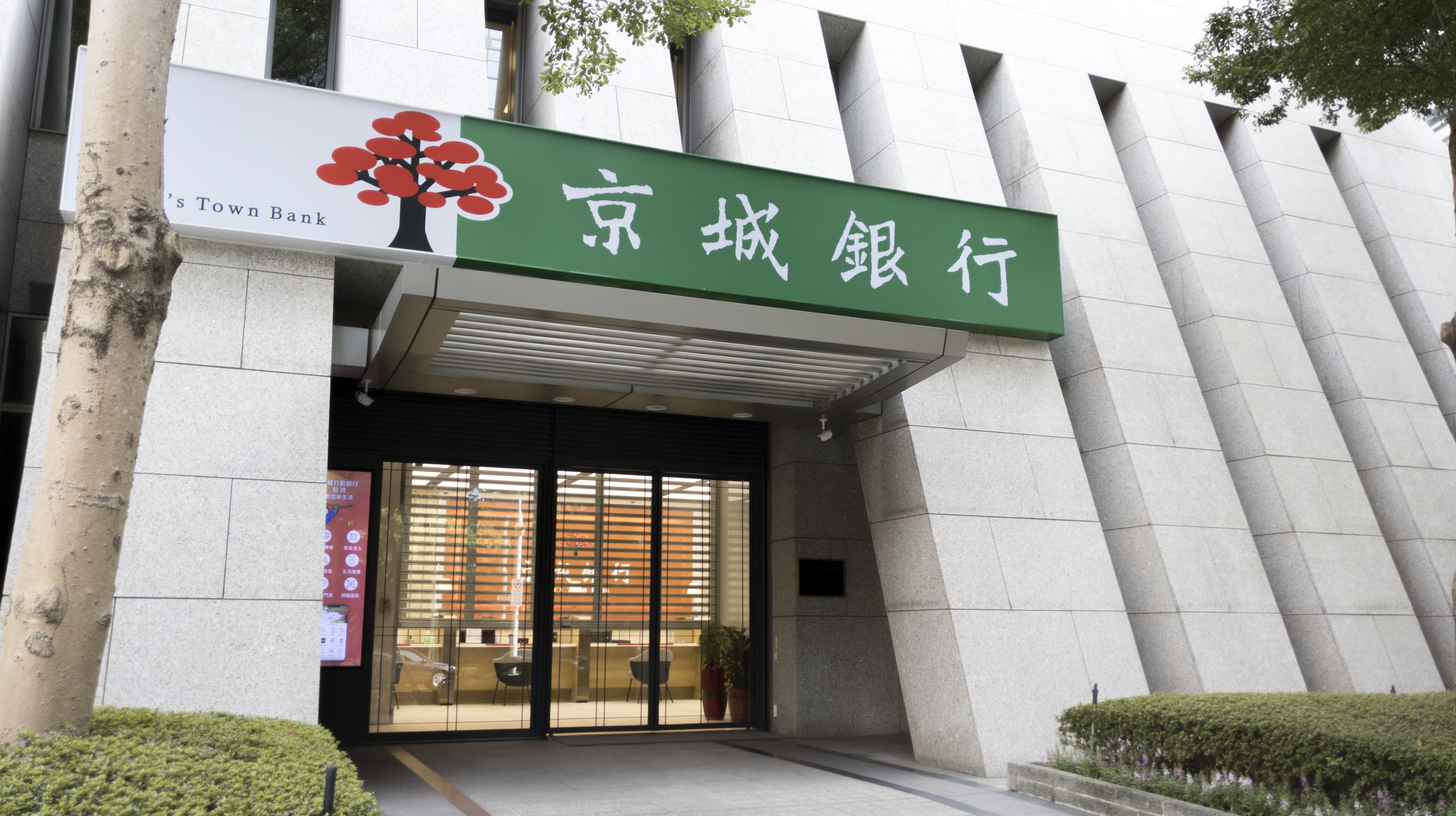
台北内湖支行

臺南區合會儲蓄公司成立之初，營業區域為雲嘉南地區，以投標式合會業務營運。1975年7月4日，中華民國法律《銀行法》公布實施，規定合會儲蓄公司依法須改為專業銀行；故1978年1月1日臺南區合會儲蓄公司改制為「臺南區中小企業銀行」（臺南企銀），同年1月5日正式對外營業。1983年7月20日，臺南企銀股票上市。

### 改制京城銀行
為符合改制商业银行標準（最低實收資本額為新臺幣一百億元），2005年臺南企銀增資新台幣36億元，於2006年5月3日更名改制為「京城商業銀行」，名稱「京城」兩字取於「精誠所至，金石為開」，而企業識別標誌為原省轄臺南市市花「鳳凰樹」，象徵銀行立足府城，花開全台」，跨出南部區域，拓展全國市場。

### 各地分行
為拓展經營範圍，1995年設立台北分行，即第一家跨區經營之分行；後配合主管機關解除中小企業銀行跨區遷移之限制，陸續遷移部份分行，目前共有65個營業單位遍及臺南市及臺北市、新北市、桃園市、新竹、臺中市、彰化市、雲林、嘉義和高雄市地區。

## 年表
- 1962年，臺南區合會儲蓄公司成立。
- 1978年1月1日：臺南區合會儲蓄公司改制為「臺南區中小企業銀行股份有限公司」。
- 2005年5月：京城建設取得臺南區中小企業銀行接近40％股權，入主臺南區中小企業銀行蕫事會[4]。
- 2006年5月3日：改制為「京城商業銀行」，簡稱「京城銀行」。
- 2010年：有「台灣投資銀行教父」之稱的宋學仁投資新台幣5億元參與認購京城銀行私募的增資案[5]。
- 2014年：原京城建設蔡家逐漸淡出經營團隊，改由戴誠志家族接手[6]。
- 2014年8月3日：因應高雄氣爆事件，京城商業銀行宣布優惠貸款受災戶利率降至1％，為期3年[7]。
- 2016年1月10日：台南市仁德區中山路仁德分行發生自動櫃員機遭竊賊在7分鐘內搬走，損失新台幣411萬8,000元[8]。
- 2016年2月6日：2016年高雄美濃地震，台南市新化區新化分行之所屬大樓倒塌[9]。
- 2017年7月20日：發言人潘漢宗證實，總行營業部林姓女性理財專員涉嫌盜用20名客戶存款十多年，林女承認因投資股票失利虧損才盜用客戶款項，初步了解林女盜用20名客戶合計2,600多萬元臺幣[10]。
- 2021年7月22日：與西聯匯款合作，推出免開戶、24小時線上跨國匯款平台「京速PAY」。
- 2024年12月27日：永豐金控宣佈通過股份轉換契約，以大約599億（50％現金以及50％股份）臺幣收購京城銀行，後者成為永豐控股100％持股的子公司，並且預計於2026年10月與永豐商業銀行完成合併。[11][12]

## 外部連結
- 京城商業銀行 （页面存档备份，存于）（繁體中文）
- King's Town Bank ESG Website （页面存档备份，存于）
- 京城商業銀行 goyee數位帳戶 （页面存档备份，存于）（繁體中文）
- 京速PAY-最便宜的全數位化海外匯款平台 （页面存档备份，存于）（繁體中文）
- 京城銀行 官方部落格（页面存档备份，存于）（繁體中文）
- 京城銀行 在地的感動的Facebook專頁
- King's Town Bank Money Transfer - Chuyển tiền nhanh quốc tế的Facebook專頁